# Ludovico Piavi
Ludovico Piavi (anche Lodovico e Luigi; Ravenna, 17 marzo 1833 – Gerusalemme, 24 gennaio 1905) è stato un patriarca cattolico italiano.

## Biografia
Entrato nell'Ordine dei frati minori a diciassette anni, fu ordinato sacerdote nel 1855; in seguito si stabilì a Harissa dove imparò la lingua araba. Divenne quindi parroco e poi superiore del collegio francescano di Aleppo.
Il 14 novembre 1876 fu nominato arcivescovo titolare di Siunia, delegato apostolico in Siria e vicario apostolico di Aleppo, venendo ordinato il 26 novembre successivo.
Il 28 agosto 1889 fu nominato patriarca di Gerusalemme, carica che ricoprì fino alla morte.

## Genealogia episcopale e successione apostolica
La genealogia episcopale è:
- Cardinale Scipione Rebiba
- Cardinale Giulio Antonio Santori
- Cardinale Girolamo Bernerio, O.P.
- Arcivescovo Galeazzo Sanvitale
- Cardinale Ludovico Ludovisi
- Cardinale Luigi Caetani
- Cardinale Ulderico Carpegna
- Cardinale Paluzzo Paluzzi Altieri degli Albertoni
- Papa Benedetto XIII
- Papa Benedetto XIV
- Cardinale Enrico Enriquez
- Arcivescovo Manuel Quintano Bonifaz
- Cardinale Buenaventura Córdoba Espinosa de la Cerda
- Cardinale Giuseppe Maria Doria Pamphilj
- Papa Pio VIII
- Papa Pio IX
- Cardinale Alessandro Franchi
- Patriarca Ludovico Piavi

La successione apostolica è:
- Vescovo Pasquale Appodia (1891)
- Vescovo Luigi Piccardo (1902)